# روبرت فادين
روبرت فادين (بالإنجليزية: Robert Vaden)‏ مواليد 3 مارس 1985 في إنديانابوليس، هو لاعب كرة سلة محترف أمريكي بدأ مسيرته الاحترافية في سنة 2009 حيث تم اختياره من قبل فريق شارلوت هورنتس خلال الدرافت. يبلغ طوله 6 قدم 5 بوصة (2.0 م). لعب مع تليكوم باسكتس بون في الدوري الألماني.

## روابط خارجية
- روبرت فادين على موقع الدوري الأوروبي لكرة السلة (الإنجليزية)
- روبرت فادين على موقع سبورتس رفرنس (الإنجليزية)
- روبرت فادين على موقع كرة السلة الأوروبية.كوم (الإنجليزية)
- روبرت فادين على موقع كلية كرة السلة في سبورتس رفرنس.كوم (الإنجليزية)
- روبرت فادين على موقع ريلجم (الإنجليزية)
- روبرت فادين على موقع بروبوليرز (الإنجليزية)
- روبرت فادين على موقع سبورتس رفرنس (الإنجليزية)
- روبرت فادين على موقع سبورتس رفرنس (الإنجليزية)